# 1964年马来西亚大选
1964年马来西亚大选是于1964年4月25日星期六进行。在下议院共159个选区中，位于马来亚地区的104个选区进行了投票，以单一选区多数制方式，一个选区选举出一名议员。州立法议会选举也在同一天在马来西亚的11个州中（14个州属中除沙巴，砂拉越和新加坡外）进行。共选举出282个州议员。根据《马来西亚联邦宪法》，马来西亚需要每隔5年举行一次选举，除非首相向最高元首提出提早解散国会，抑或是对首相的不信任动议通过。
选举结果是由以巫统为首的“联盟”取得胜利，共赢得了104个席位中的89个。选民投票率是78.9％。“联盟”在下议院一家独大的结果，在客观上也使得其在1965年能利用其执政优势将新加坡驱逐出马来西亚。
本次选举是1963年马来西亚成立后举行的第一次大选，也是总部位于新加坡的人民行动党历史上唯一一次参加马来亚地区的大选。

## 过程

### 席位分布
新加坡，沙巴和砂捞越三州属没有参与本次的下议院选举。宪法中的过渡性条款允许三个州的州议会在下一届大选之前自行指定代表作为下议院议员。在马来西亚议会中，这三个州共获得55个席位，其中新加坡15个席位，沙巴16个席位，以及砂捞越24个席位。 这三个州席位总计占下议院159个席位中的34％。此举旨在作为一项对三州享有的特殊地位和自治权力予以保证，以防止议会在未经三个州属代表的同意下，仅凭马来亚地区的议员投票就能直接通过宪法修正案（需要三分之二多数才可修宪）。但新加坡离开马来西亚后，沙巴和砂捞越共计只剩下25％的席位，因此再也无法掌握关键少数来阻止国会通过法律，严重侵犯合并后沙巴和沙捞越所享有的特别权利。

### 新加坡人民行动党的参选
新马合并前，马来亚地区的“联盟”曾与新加坡的人民行动党达成互不干预对方境内选举的协议（即行动党不干涉参与马来亚地区选举，巫统主导的“联盟”不干涉参与新加坡地区的选举）。但巫统后来公然违背协议，参与了1963年新加坡大选，试图以扶持盟友的方式夺取新加坡的执政权，驱除行动党的势力。但结果巫统及其盟友却在选举中大败，不仅毫无斩获，还失去所有的原有席位。而取得大胜的行动党也决定报复巫统的毁约行为，进军马来亚，投入到该次大选中。
选前行动党的造势集会吸引了大批群众，在马来亚地区的九个选区投入选举，但它最终只赢得了其中的一个席位，即蒂凡那（后来的新加坡总统）参选的孟沙选区（现在吉隆坡的士布爹和班底谷选区的一部分）。
一些历史学家认为，时任财政部长兼马华公会主席的陈修信，一直以来通过呼吁华人“避免挑战马来人的特别权利”，以及利用马印对抗的局势，以求帮助马华公会保持自己所谓“马来半岛华人无可争议的领袖”的地位，而这一地位正被人民行动党号召的“马来西亚人的马来西亚”正面挑战。与此同时，巫统也对行动党的参选行为，以及挑战“马来人至上”的原则感到非常不满。因此，本次选举后，联盟内部对于行动党的敌视达到了一个高峰。